# Crowley (Colorado)
Pour les articles homonymes, voir Crowley.
Crowley est une ville américaine située dans le comté du même nom dans le Colorado.
Selon le recensement de 2010, Crowley compte 176 habitants. La municipalité s'étend sur 0,23 milles carrés (0,6 km2).
La ville est nommée en l'honneur de John H. Crowley, un sénateur local.

## Démographie
| 1920 | 1930 | 1940 | 1950 | 1960 | 1970 |
| ---- | ---- | ---- | ---- | ---- | ---- |
| 224  | 323  | 318  | 379  | 265  | 216  |

| 1980 | 1990 | 2000 | 2010 | - | - |
| ---- | ---- | ---- | ---- | - | - |
| 192  | 225  | 187  | 176  | - | - |